# Сновидів

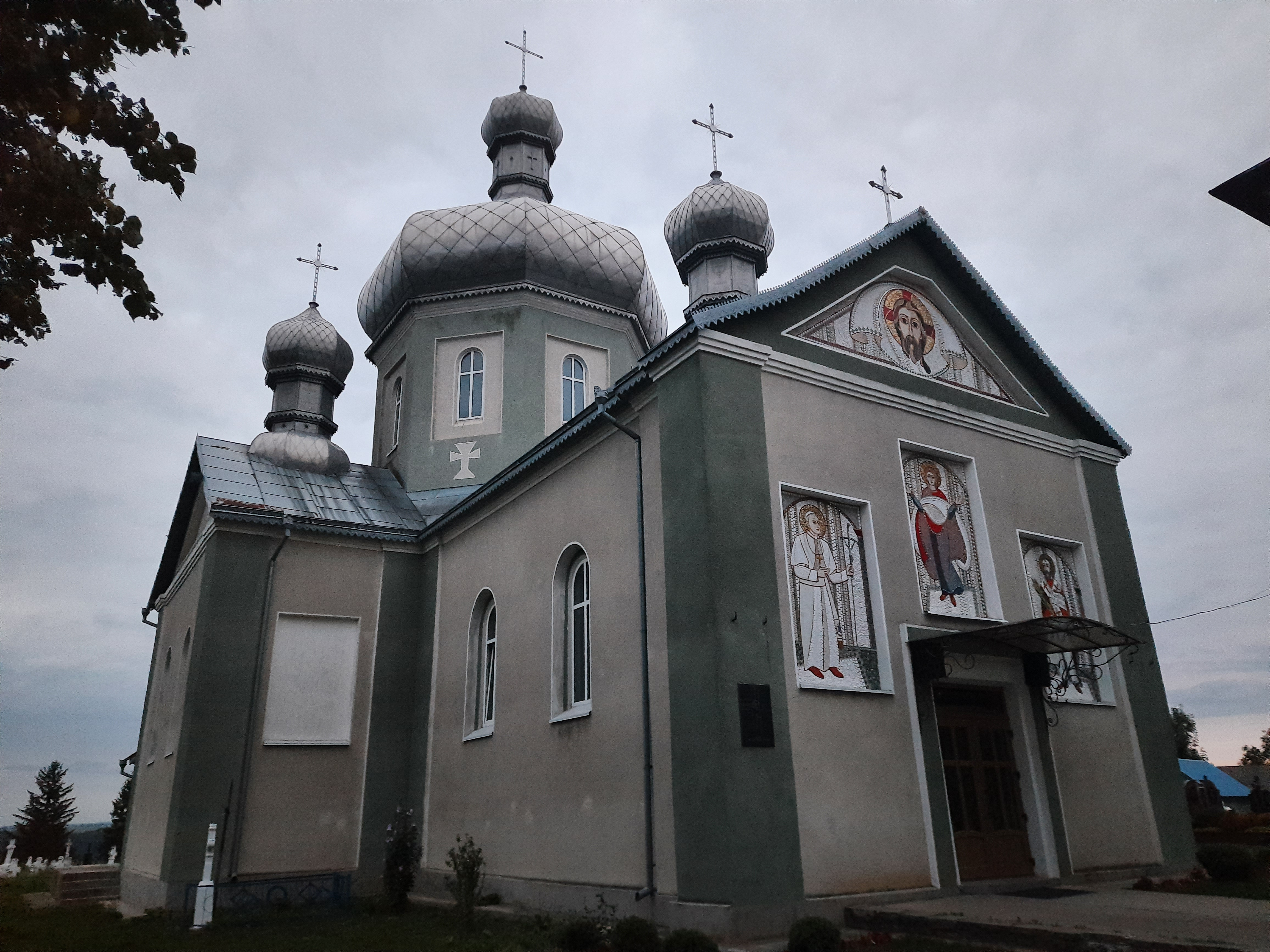
Церква Покрови Пресвятої Богородиці

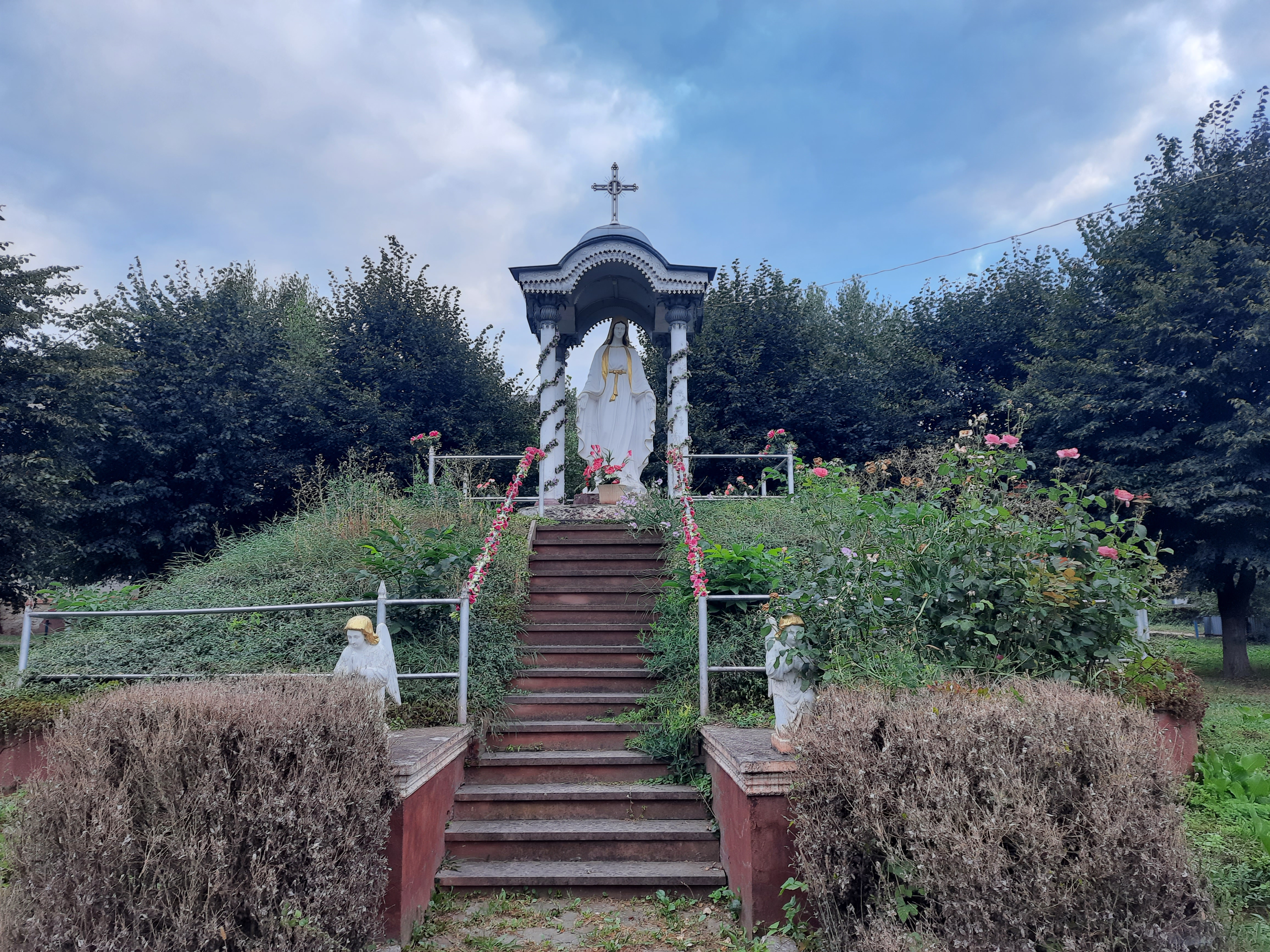
Статуя Божої Матері

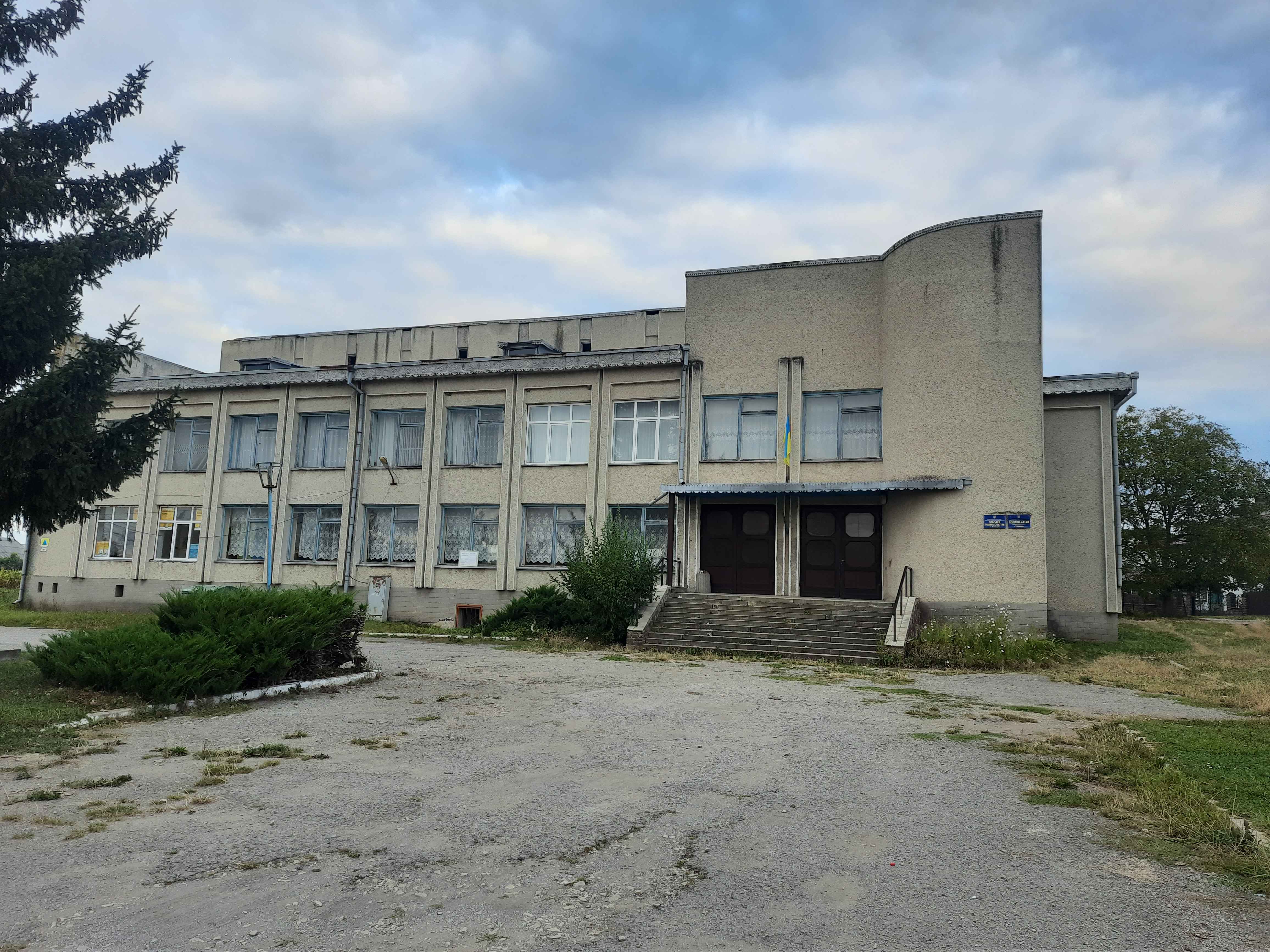
Будинок культури

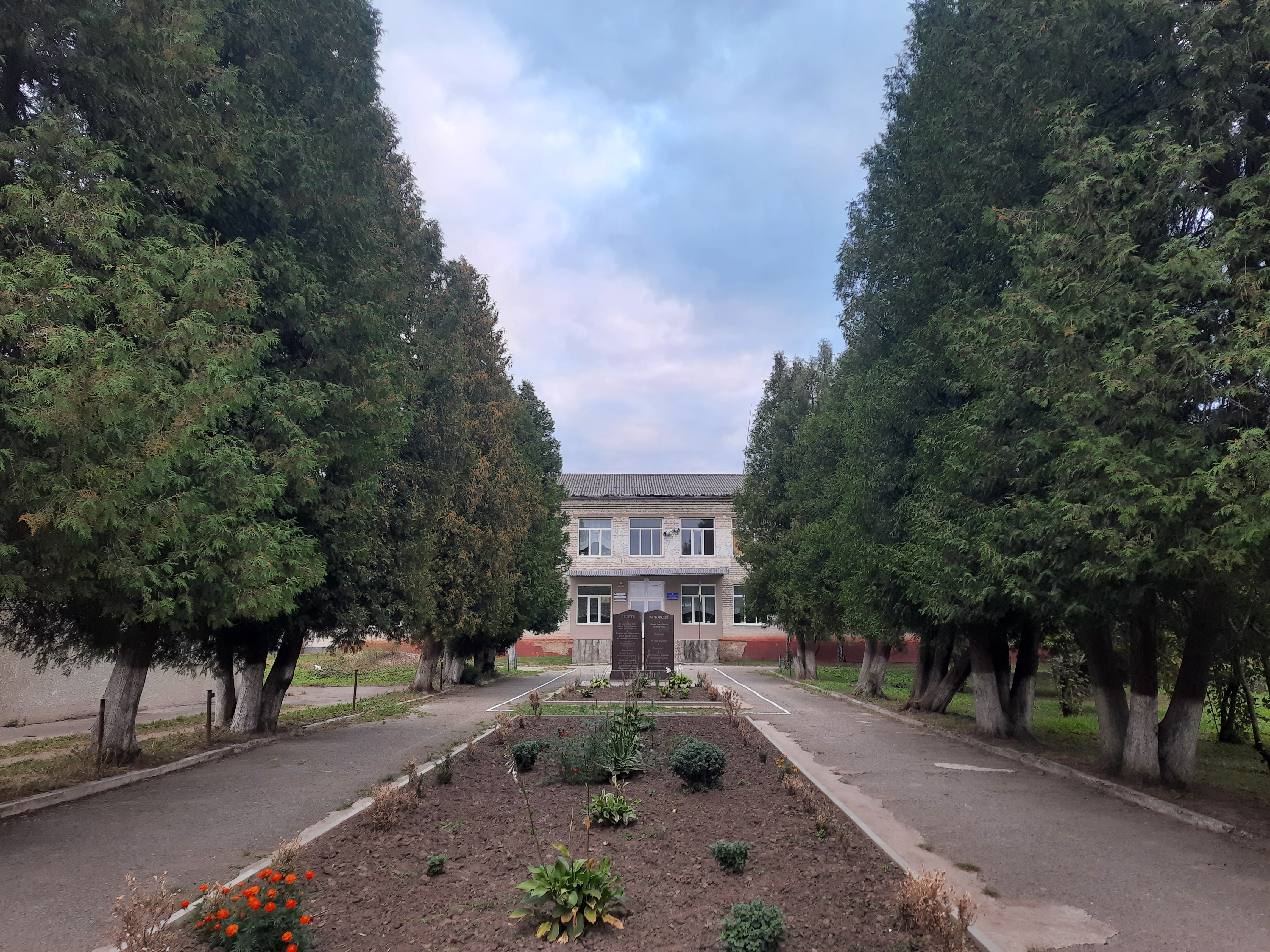
Школа

Снови́дів — село в Україні, у Золотопотіцькій селищній громаді Чортківського району Тернопільської області. Розташоване на лівому березі р. Дністер, за 25 км від  найближчої залізничної станції Бучач. Населення 1897 осіб (2016).
До 2015 року було центром сільради. Від вересня 2015 року ввійшло у склад Золотопотіцької селищної громади. До Сновидова приєднано хутори Кутасівка та Млинки.

## Корисні копалини
На околиці села є Сновидівське родовище пісковику.

## Історія

### Археологічні дослідження, знахідки
Поблизу села виявлено археологічні пам'ятки пізнього палеоліту.

### Середньовіччя

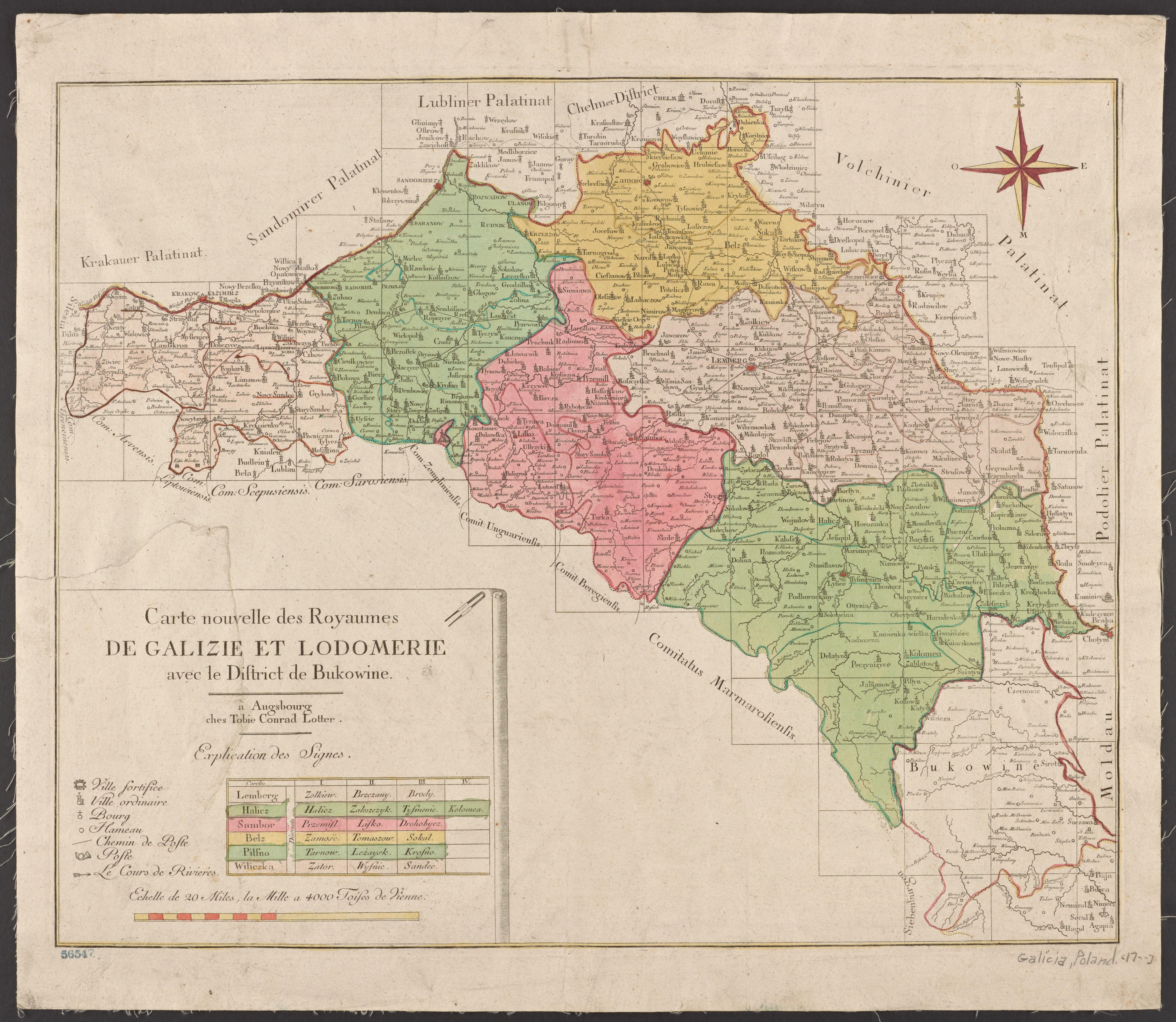
Сновидів на мапі Королівства Галичини та Володимирії у 1777—1782 роках

18 березня 1437 р. в записі галицького земського суду згадані nobiles Ioannem et Petrum de Snovidow (тобто шляхетні Ян (Іван) та Пйотр (Петро) зі Сновидова — власники села або їх нащадки). Записки галицьких земських судів подають, що 15 грудня 1438 р. Станислав Сновидовський повернув шляхтичу Теодорику з Бучача борг, що дозволяє стверджувати про існування на той час села (поселення) Сновидів.
Перша писемна згадка власне про село (поселення) — 1 січня 1457 року: дідич Станіслав з Ходороставу (тепер місто Ходорів Львівської області) з роду Ходоровських гербу Корчак заставив свої села Сновидів та Космирин шляхетному Paulo de Petrilow (Павлу з Петрилова) в обмін на грошову позику.
7 січня 1472 р. — в записках галицьких земських судів згаданий шляхетний Томаш Вольський зі Сновидова (лат. nobilis Thomas Volsky de Snovidow), отже, Вольські тоді були власниками села.
У податковому реєстрі 1515 року в селі документується 4 лани (близько 100 га) оброблюваної землі та ще 3 лани тимчасово вільної.
Дідич Кшиштоф Стшемеський продав маєток Потоцьким гербу Пилява.

### Австрійський період
Діяли «Просвіта», «Луг», «Сільський господар» та інші товариства, кооператива.

### Гітлерівська окупація
Під час німецько-нацистської окупації гітлерівці спалили 60 будинків.
12 червня 2020 року, відповідно до Розпорядження Кабінету Міністрів України від № 724-р «Про визначення адміністративних центрів та затвердження територій територіальних громад Тернопільської області», увійшло до складу Золотопотіцької селищної громади.
19 липня 2020 року, в результаті адміністративно-територіальної реформи та ліквідації Бучацького району, село увійшло до складу Чортківського району.

## Політика

### Парламентські вибори, 2019
На позачергових парламентських виборах 2019 року у селі функціонувала окрема виборча дільниця № 610188, розташована у приміщенні будинку культури.
Результати
- зареєстровано 1380 виборців, явка 39,42%, найбільше голосів віддано за «Слугу народу» — 26,12%, за Всеукраїнське об'єднання «Батьківщина» — 22,01%, за «Голос» — 11,38%.[12] В одномандатному окрузі найбільше голосів отримав Микола Люшняк (самовисування) — 23,19%, за Ігоря Сопеля (Слуга народу) — 21,15%, за Володимира Бліхаря (Всеукраїнське об'єднання «Батьківщина») — 14,10%[13].

## Громада бучацьких «амішів»
У селі є громада консервативних християн-протестантів, яких місцеві прозивають їх «кашкетниками», бо чоловіки змалку носять картузи. Жінки носять різнобарвні хустки, тому їх ображають назвою «флюмастери». У області їх прозивають «амішами», ототожнюючи з заокеанськими амішами. Самі вони називають себе тими, хто «молиться Живому Богу», або «простаками». Космирин є центром бучацьких «амішів», бо саме з цього села походив Іван Деркач (1928—2008) — вчитель та пророк громади до своєї смерті. Також подібна громада є в селах Стінка й Космирин.

## Пам'ятки
Є церква Покрови Пресвятої Богородиці (1997, кам'яна), «фігура» Божої Матері (2000).
Насипано символічну могилу Борцям за волю України (1996), встановлено пам'ятний хрест на честь скасування панщини.
Споруджено пам'ятник-пірамідальний обеліск воїнам Червоної Армії (1969) на братській могилі на сільському кладовищі. Там поховано 4 радянські воїни, які загинули при визволенні села.
- Стоянка Сновидів I[d] (пізній палеоліт (40—10 тис. років тому));
- Поселення Сновидів II[d] (трипільська культура; комарівсько-тшинецька культура; західно-подільська група скіфського часу; давньоруський час (XII—XIII ст.));
- Курган Сновидів III[d] (недатований);
- Поселення Сновидів IV[d] (трипільська культура (IV — кін. III тис. до н. е.));

## Соціальна сфера
Працюють загальноосвітня школа І-ІІІ ступенів, клуб, бібліотека, ФАП, відділення зв'язку, краєзнавчий музей, млин, пилорама, цегельний завод, камінний кар'єр, торговий заклад.

## Фольклор
У Сновидові побутує закличка «Ой зозулька золота», записана 1984 року і поміщена до збірки «Дитячий фольклор» (1986):
Ой зозулько золота,
Покажи ми ворота:
Чи я вмру, чи віддамся,
Чи я свої мамці здамся?

## Відомі люди
- Рубленик Іван Михайлович — доктор медичних наук, професор БДМУ.
- Турчманович Михайло Амвросійович (2.02.1910—1.05.1977) — доктор права, журналіст, діяч ОУН.

### Народилися
- спортсмен (футболіст) Михайло Дем'янчук.[19]
- підприємець і громадський діяч Іван Панькуш.

### Проживали, перебували
- художник, мистецтвознавець, поет Святослав Гординський.
- історик, філософ, публіцист Микола Шлемкевич.
- багаторічним парохом був його батько о. Іван Шлемкевич.[20]